# Obaleň

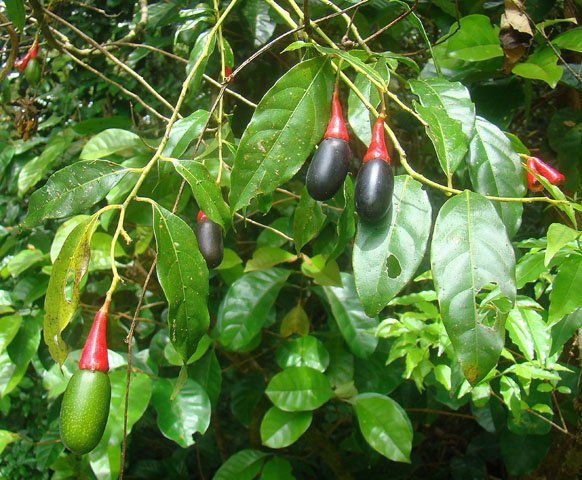
Ocotea tenera s plody

Obaleň (Ocotea) je rod nižších dvouděložných rostlin z čeledi vavřínovité. Jsou to stálezelené stromy a keře se střídavými jednoduchými listy a drobnými květy v bohatých květenstvích. Plodem je bobule podepřená číškou, vzhledově často připomínající žalud. Květy jsou opylovány hmyzem, semena rozšiřují především plodožraví ptáci. Rod zahrnuje asi 530 druhů a je rozšířen v Latinské Americe, Africe, Kanárských ostrovech a Madagaskaru.
Některé druhy obalení jsou vyhledávány a těženy pro kvalitní a tvrdé dřevo, z jiných se získávají silice nebo mají význam v domorodé medicíně.
Rod Ocotea je součástí skupiny morfologicky velmi podobných rodů, nazývané Ocotea complex, s centrem diverzity v nížinné Amazonii. Taxonomie této skupiny není dosud dořešená a rod Ocotea čeká na revizi založenou na fylogenetických analýzách.

## Popis
Obaleně jsou stálezelené nebo vzácně i opadavé stromy a keře. Rostliny jsou jednodomé nebo dvoudomé. Listy jsou střídavé (výjimečně nahloučené na koncích větví), celokrajné, nejčastěji oválné, někdy vejčité nebo obvejčité, často s drobnými žlázkami. Žilnatina je zpeřená nebo vzácněji triplinervní (tvořená 3 hlavními žilkami jdoucími od báze k vrcholu). Květenství jsou mnohokvětá, úžlabní, latovitá a 2-3x větvená. Květy jsou malé, povětšinou bílé, zelené nebo nažloutlé, jedno nebo oboupohlavné. Okvětí je nerozlišené, složené ze 6 plátků shodného tvaru a velikosti. Tyčinky jsou ve 4 kruzích po 3, nejvnitřnější kruh je redukován na staminodia nebo zcela chybí. V jednopohlavných květech jsou většinou nápadné zbytky druhého pohlaví. Jednoplodolistový pestík s 1 vajíčkem je téměř nebo zcela uzavřen v květní trubce. Plodem je jednosemenná bobule, u většiny druhů podepřená číškou a připomínající žalud.

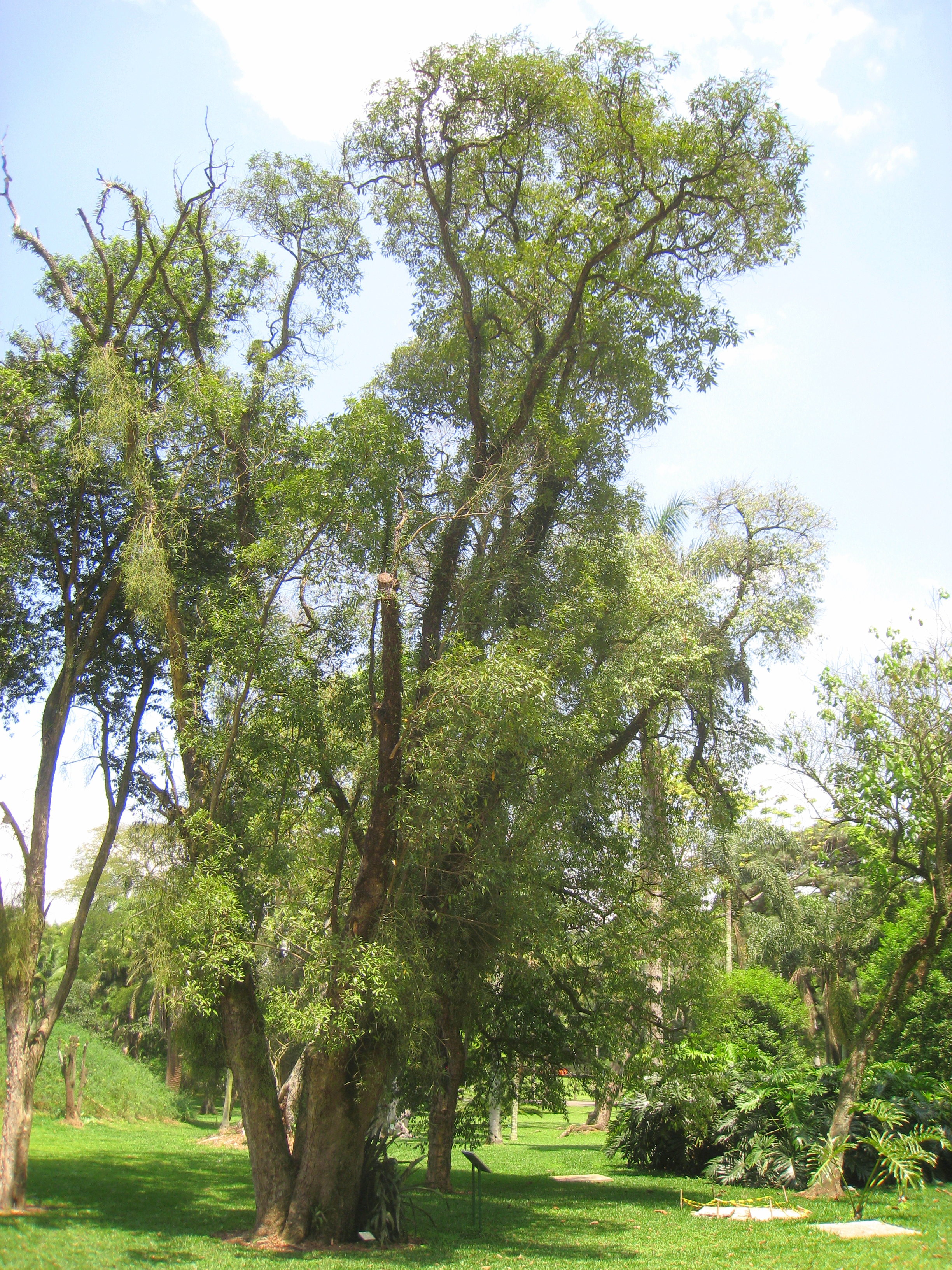
Ocotea porosa
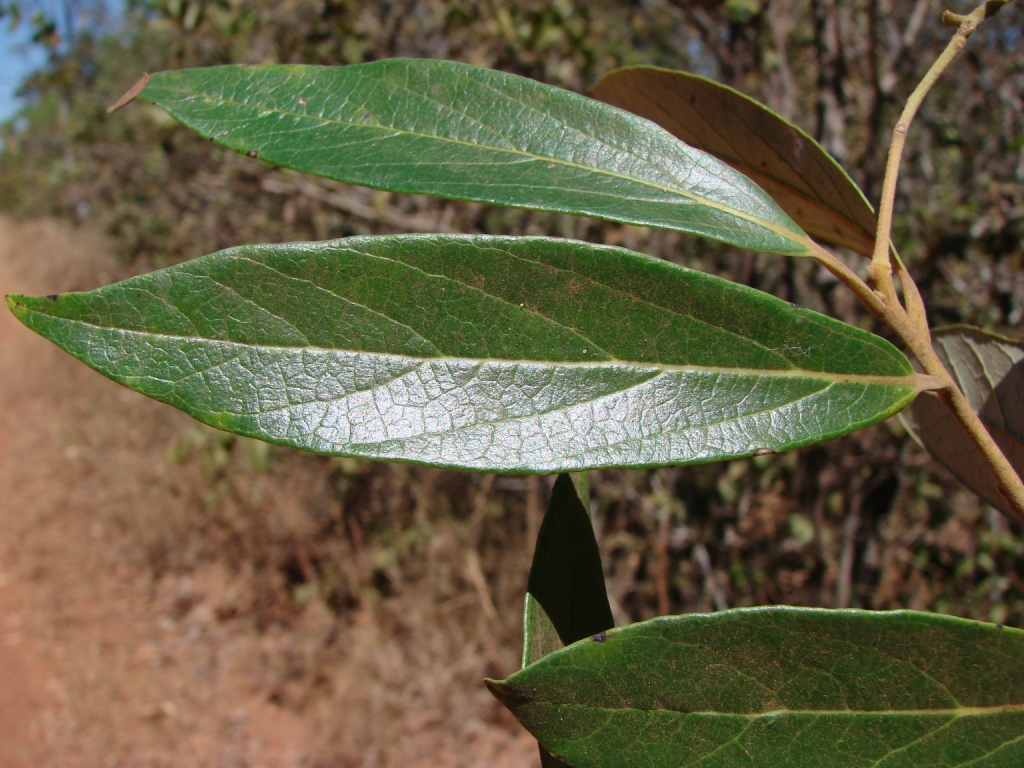
Listy Ocotea aciphylla
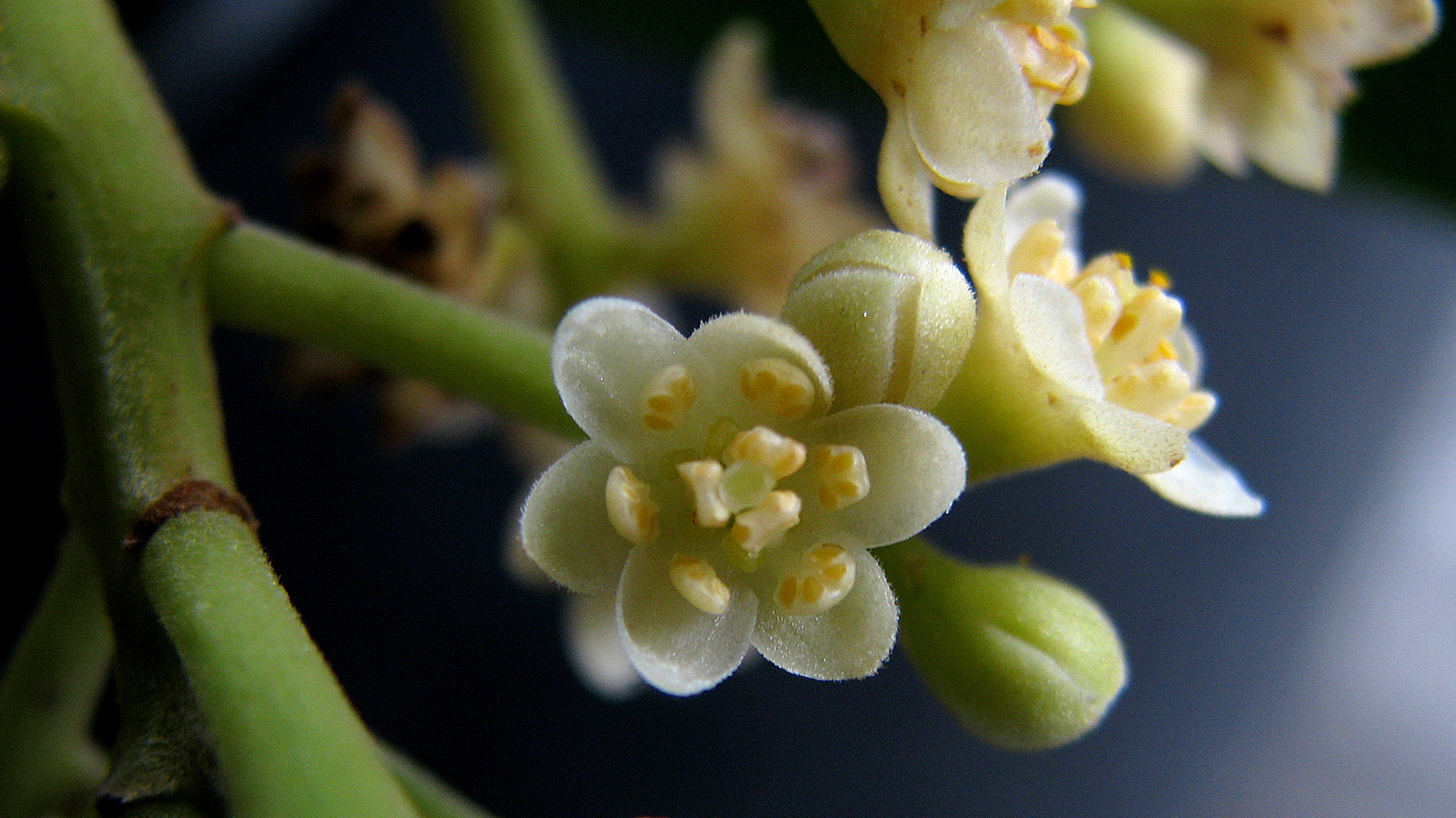
Detail květu Ocotea lancifolia
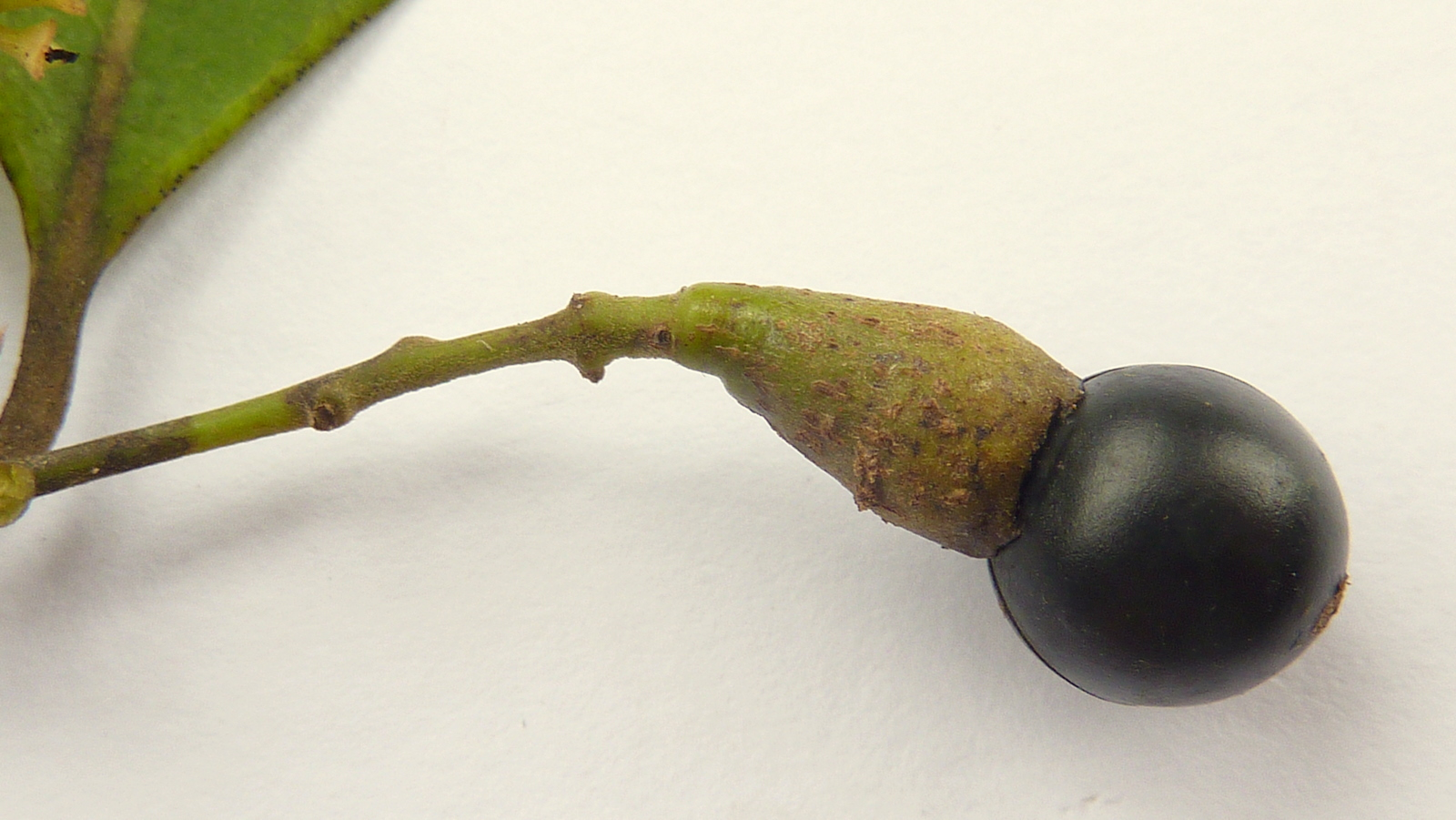
Plod Ocotea nutans

## Rozšíření
Rod zahrnuje asi 530 druhů, rozšířených v Latinské Americe, subsaharské Africe, na Madagaskaru a v Makaronésii.
Těžiště druhové diverzity je v tropické a subtropické Latinské Americe, kde roste převážná většina druhů. Areál výskytu zde sahá od severního Mexika až po severní Argentinu a zahrnuje i Karibské ostrovy. Z Madagaskaru a Maskarénských ostrovů je uváděno asi 50 druhů, z africké pevniny jen 7 druhů.
Obaleň páchnoucí (Ocotea foetens) je endemit Kanárských ostrovů. Je to vysoký strom, tvořící charakteristickou součást zdejších vavřínových lesů, kde roste pospolu s dalšími 3 zástupci čeledi vavřínovitých: Apollonias barbujana, Laurus novocanariensis a Persea indica.

## Ekologické interakce
Drobné květy obalení obsahují nektar a jsou opylovány rozličným hmyzem, zahrnujícím zejména dvoukřídlé, blanokřídlé, motýly, brouky a ploštice. Květy ohroženého druhu Ocotea catharinensis z východních oblastí Jižní Ameriky navštěvují zejména dvoukřídlí, v menší míře i motýli, kteří však nejsou v tomto případě příliš efektivní opylovači. U jihoamerického druhu Ocotea porosa byly jako v podstatě jediní opylovači zjištěny třásněnky (Thysanoptera). Semena obalení jsou šířena převážně ptáky, kteří vyhledávají plody jako potravu, v menší míře i savci.
V tropické Americe se plody živí např. tukani (tukan krátkozobý, arassari skvrnozobý, arassari smaragdový), kvesal chocholatý, zvonovec trojhrotý, drozdi (drozd žlutonohý, drozd bělohrdlý), kotingy (kotinga kápová) a holubi (holub hnědočervený).
V Americe jsou obaleně živnými rostlinami housenek babočkovitých motýlů rodu Memphis (M. morvus, M. demophon), otakárků Eurytides dolicaon a Papilio cleotas, martináče Copaxa moinieri a různých druhů drobnějších můr.
Na Kanárských ostrovech se listy obaleně páchnoucí živí housenky můry Yponomeuta gigas.
Některé druhy obalení žijí v symbiotickém vztahu s mravenci. V dutých kmenech Ocotea pedalifolia žijí v Kostarice mravenci rodu Myrmelachista, kteří navíc žijí v symbiotickém vztahu s vlnatkami rodu Dysmicoccus.

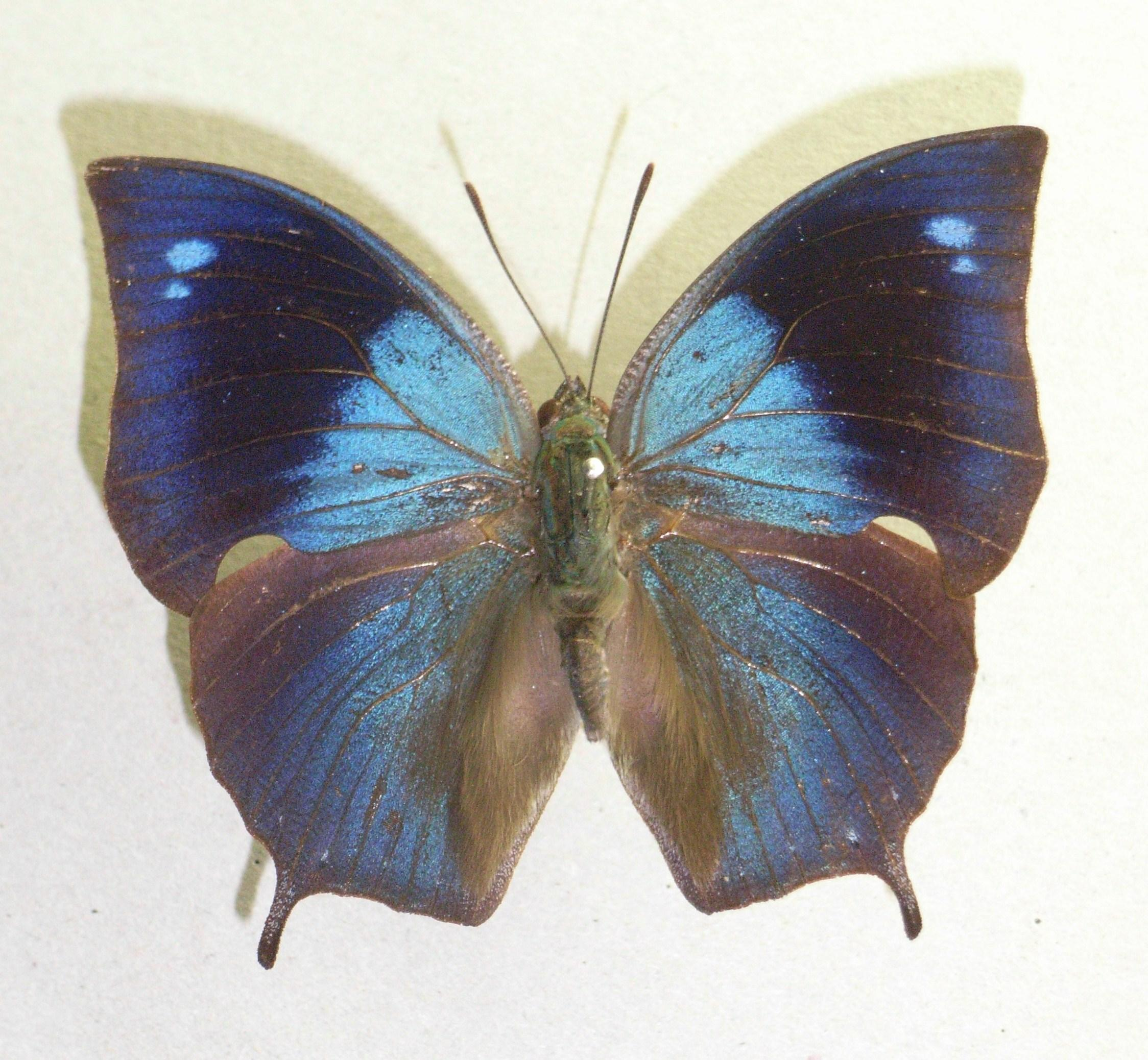
Babočkovitý motýl Memphis morvus
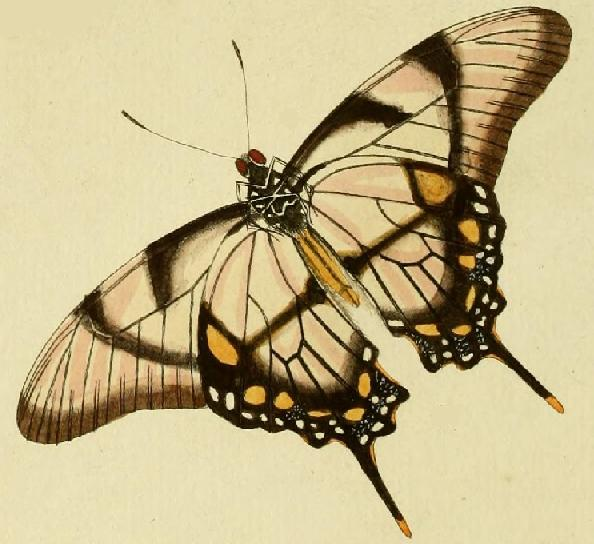
Otakárek Eurytides dolicaon

## Obsahové látky
Mezi význačné obsahové látky obalení náležejí zejména benzylisochinolinové alkaloidy a neolignany.
Hlavními složkami silice většiny druhů jsou α-pinen, β-pinen, β-karyofylen a germakren D.

## Taxonomie
Rod Ocotea je v rámci čeledi Lauraceae řazen do tribu Perseeae. Je součástí skupiny morfologicky velmi podobných rodů, zvané Ocotea complex. Tato skupina je diverzifikována zejména v neotropické oblasti, kde pokrývá většinu rodové i druhové diverzity vavřínovitých. Centrum diverzity je v nížinné Amazonii. Taxonomie dané skupiny je dosud nedořešená a na podrobnou fylogenetickou studii dosud čeká. Rozlišení jednotlivých rodů a druhů této skupiny je v podstatě možné jen v případě, že je k dispozici kvetoucí a plodný materiál. Rod Ocotea je považován za sběrný koš druhů, které se nevešly do jiných, morfologicky jednoznačněji vymezených rodů. Je proto pravděpodobné, že v budoucnu dozná jeho pojetí značných změn.

## Prehistorie
Fosílie obalení byly nalezeny i v České republice. Konkrétně se jedná o druh †Ocotea hradekensis miocenního stáří, nacházený v Žitavské a Chebské pánvi.

## Zástupci
- obaleň páchnoucí (Ocotea foetens)

## Význam
Řada druhů je vyhledávána a těžena pro dřevo, které je využíváno zejména k výrobě nábytku a vnitřních konstrukcí.
Dřevo Ocotea rodiaei, druhu rostoucího při pobřežích severních oblastí Jižní Ameriky, je obchodováno pod názvem greenheart. Strom dorůstá výšky až 40 metrů a výčetní tloušťky až 100 cm. Je tvrdé, nazelenale hnědé. Pod tímto názvem jsou však nabízena i různá jiná dřeva, často i s jinými vlastnostmi. Z dalších amerických druhů jsou obchodovány např. Ocotea veraguensis (laurel amarillo), Ocotea porosa (imbuia), Ocotea neesiana a O. cymbarum (louro), Ocotea javitensis (canelo amarillo), z afrických zejména Ocotea usambarensis (kikensi), pocházející z východní Afriky.
Ze dřeva některých vzrůstných druhů (O. cuprea, O. ucayalensis) vyrábějí jihoameričtí indiáni kánoe.
Ocotea odorifera je průmyslovým zdrojem esenciálního oleje, známého jako Brazilian sassafras oil a používaného v parfumerii.

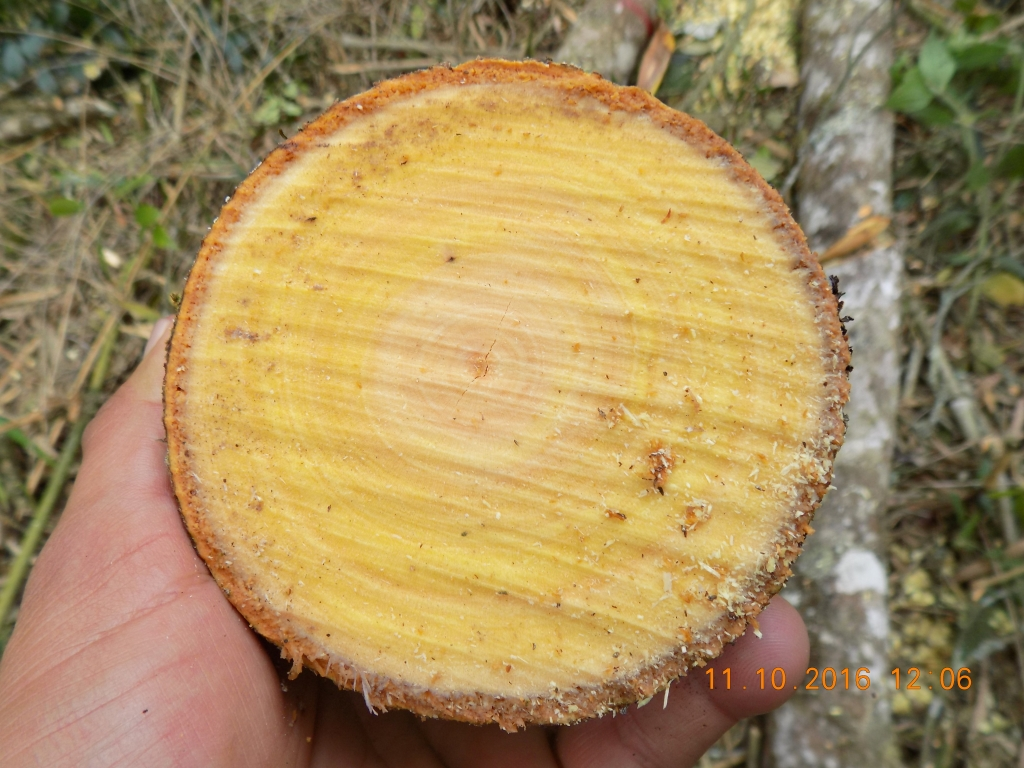
Řez kmenem Ocotea heterochroma
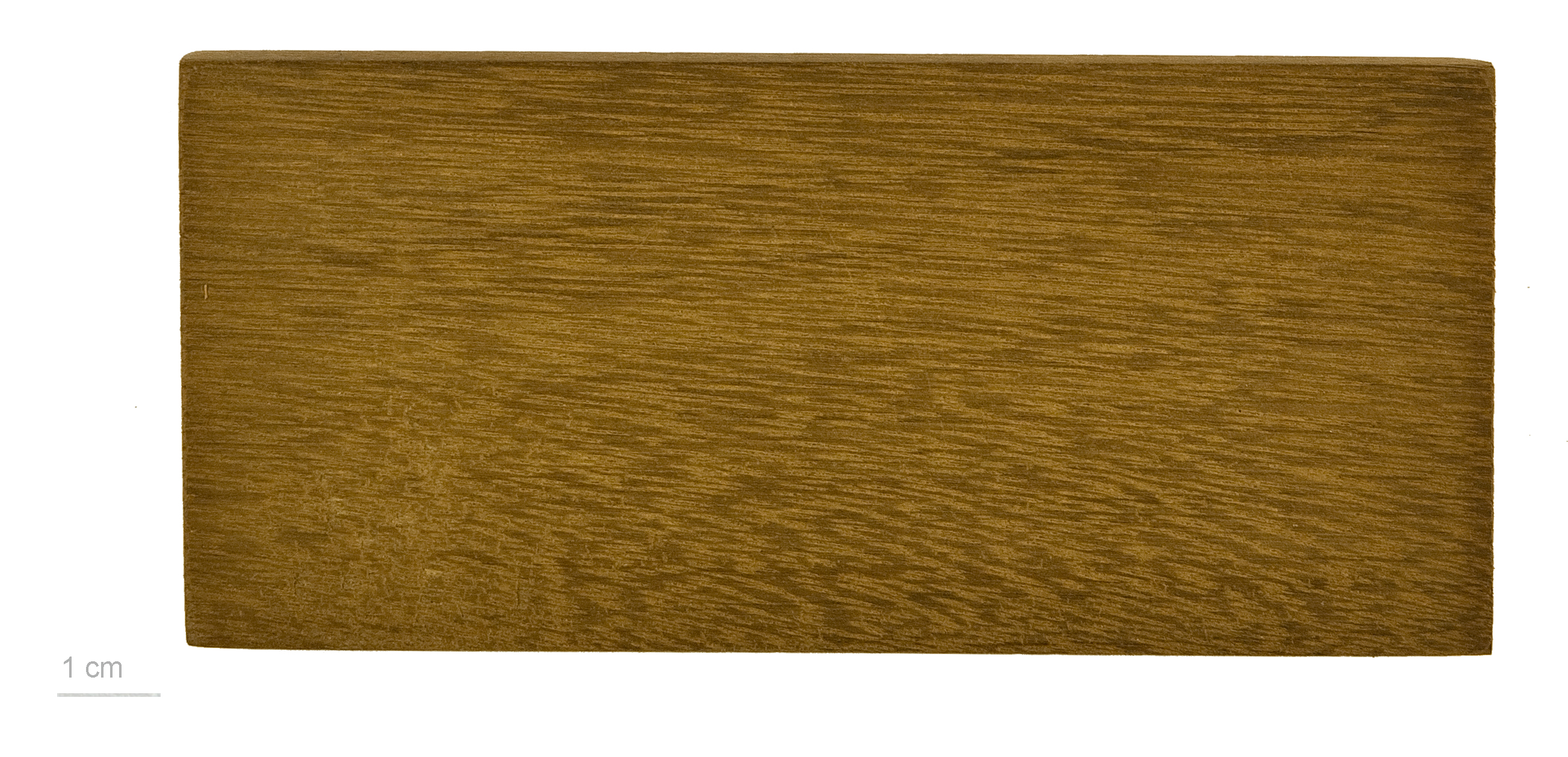
Dřevo Ocotea guianensis
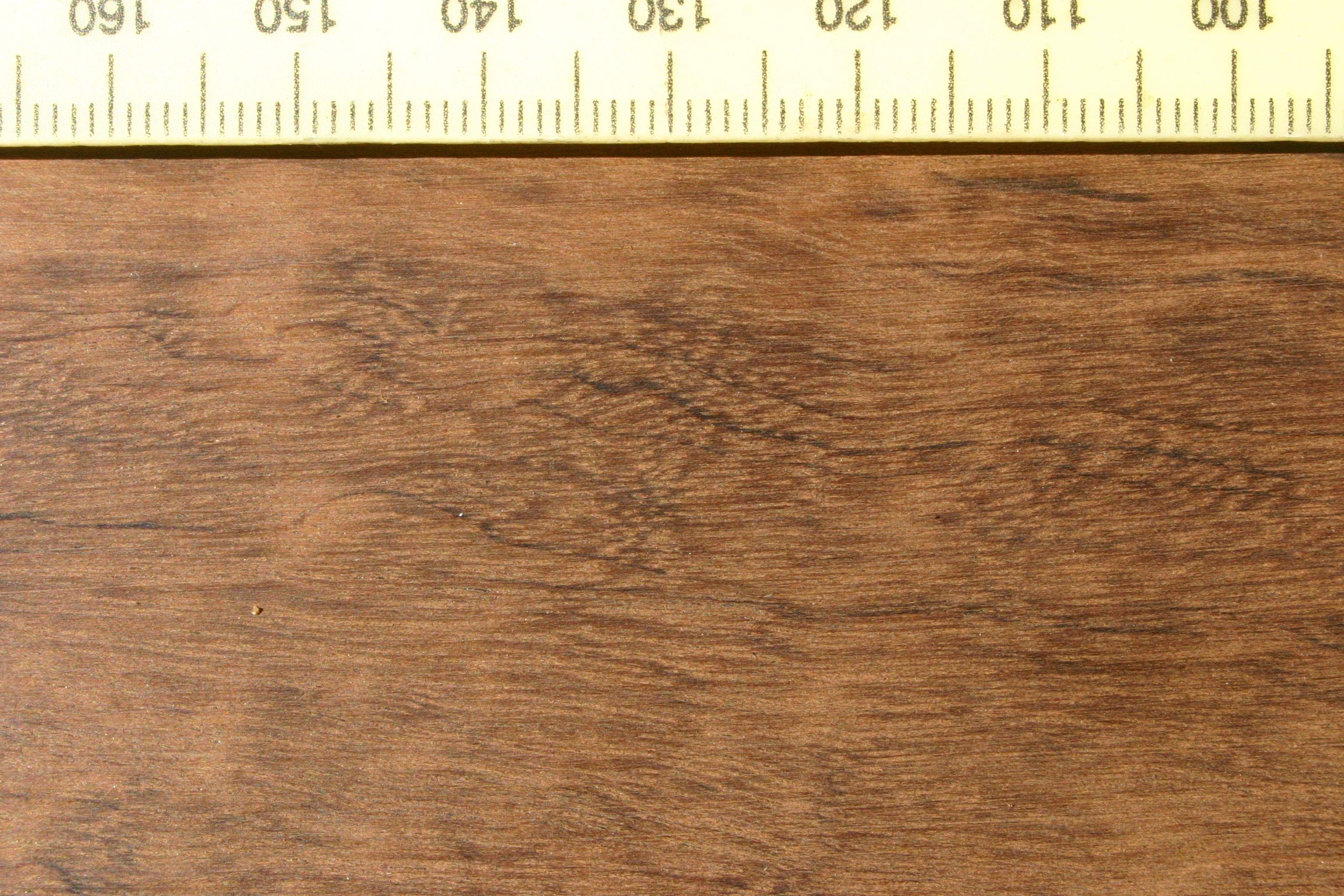
Dřevo Ocotea porosa